# Giselda Zamoyska
Giselda Costanza Zamoyska (Zamość, 27 aprile 1623 – Zamość, 12 aprile 1672) è stata una principessa polacca, moglie del generale e nobile Jeremi Michał Wiśniowiecki e madre del re di Polonia Michele Korybut Wiśniowiecki.

## Biografia

### Gioventù e matrimonio
Giselda nasce a Zamość nel 1623, in una delle più potenti famiglie del tempo, gli Zamoyski che nel XVII secolo, insieme ad altre, fu una delle più influenti della nobiltà polacca, la Szlachta. Il padre, era il voivoda Tomasz Zamoyski, mentre la madre la granduchessa Caterina Ostrogska. Giselda divenne sorella maggiore del futuro principe Jan Sobiepan Zamoyski (Giovanni) che aveva 4 anni meno di lei. La madre era una assidua frequentatrice della corte reale, mentre il padre, dall'alto dei numerosi titoli nobiliari, era impegnatissimo nelle attività politiche del tempo. Così Giselda finì per passare l'infanzia con il fratello Giovanni, interessato alla carriera militare.
Grazie all'enorme patrimonio famigliare, il padre ebbe l'opportunità di iscrivere i figli presso le migliori accademie del regno, molte delle quali di proprietà della famiglia Zamoyski, di conoscere la vita di corte, e di dare a Giovanni, quale erede di famiglia, una buona istruzione militare. Giselda condivise il periodo di studio con il fratello. Lei seguì maggiormente gli studi letterali, ma l'ampia formazione linguistica era comune ad entrambi.

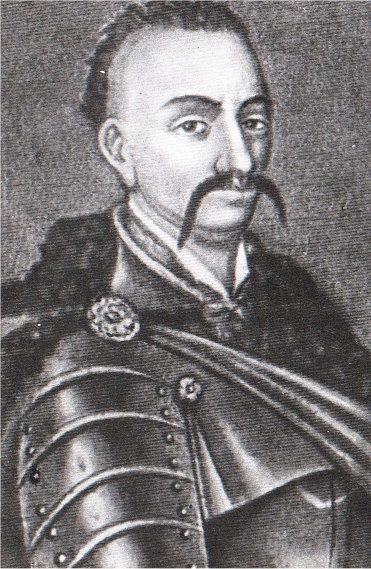
Jeremi Michał Wiśniowiecki, sposo di Giselda

Il 27 febbraio 1639, all'età di 16 anni, fu data in sposa, e per procura, al futuro erede dei principi Wiśniowiecki, l'allora ventisettenne Jeremi Michał Wiśniowiecki. Il matrimonio avvenne nella cattedrale di Zamość, soprattutto per il volere di Tomasz Zamoyski e con l'approvazione dello zio di Jeremi, Konstanty Wiśniowiecki. Jeremi, al tempo era un giovane istruito, noto per le sue abilità militari, già evidenti nel 1632 durante la Guerra di Smolensk. Era rimasto orfano a 7 anni e cresciuto dallo zio paterno. Ereditò alla morte di questo, uno dei più grandi principati del regno.

### Gli anni da principessa
Probabilmente per motivi di salute, Giselda ebbe solo un figlio maschio, nato il 31 luglio 1640, in Volinia, presso la Pietra Bianca. Fu battezzato il giorno dopo a Lubny, con il nome del padre di Jeremi, "Michał", e del padre di Giselda "Tomasz". Gli venne poi aggiunto il nome di famiglia "Korybut": Michal Thomas Korybut Wiśniowiecki. Il giovane fin dall'inizio non dimostrò le classiche qualità militari della famiglia ma molto talento per le lingue e per la letteratura.
Per i primi tre anni Michele crebbe con la nonna Caterina Ostrogska, deceduta nel 1643. Dall'età di quattro anni venne cresciuto in una tenuta dei Wiśniowiecki in Volinia, con la madre ed il fratello di Giselda, Giovanni Zamoyski. Dal 1646 la presenza del padre, ormai potente e noto generale, si diradò, a causa dei continui impegni militari. La famiglia, tra il 1648 ed il 1651 ottenne enormi privilegi, sia a corte che tra i nobili della Szlachta, grazie all'abilità militare di Jeremi che respinse e sedò l'imponente rivolta di Bohdan Chmel'nyc'kij.

Stemma della famiglia Zamoyski

Nel 1651 Jeremi era considerato un eroe nazionale e venne acclamato anche dal re. La notizia della sua morte improvvisa, avvenuta nella tenuta di Pawolocz la notte del 20 agosto 1651 scosse la corte e la sua famiglia. Aveva solo 39 anni, e non si conobbe mai la causa del decesso, anche se si ipotizza che sia stato avvelenato per mano dei suoi nemici. Dopo la sua morte, Giselda e suo figlio si trasferirono a corte, dove la madre divenne una delle dame della regina Maria Luisa di Gonzaga-Nevers. Diversi anni dopo la regina sponsorizzò l'iscrizione di Michele presso l'università di Praga e a Roma.
Questi divenne uomo di vastissima cultura ma non dimostrò mai doti militari. Pur essendo pigro e grasso come la madre Giselda, era ben conosciuto a corte, solo perché era figlio di Jeremi. La madre, in seguito alla morte della regina Maria Luisa, si ritirò a vivere a Zamość, ma frequentava spesso la corte grazie ad una tenuta di proprietà situata vicino a Varsavia e al palazzo reale. In realtà lasciò la corte a causa delle invasioni e delle guerre che a quel tempo imperversavano in Polonia, le quali rendevano la corte un luogo insicuro. Giselda fu addirittura costretta a fuggire quando Carlo X di Svezia invase il regno di Polonia - il cosiddetto Diluvio (Potop). Michele era ormai abbastanza grande per stare da solo a corte come principe.
Nel 1669, dopo l'abdicazione di re Giovanni Casimiro Vasa, venne eletto Michele. La madre non era molto presente a corte, in un regno che ben presto andò in rovina. Le continue invasioni di turchi e tartari, causarono una imponente protesta popolare e portarono la nazione sull'orlo della guerra civile. Michele si dimostrò incapace di reggere il regno e di sedare le continue lotte intestine. Nel frattempo, il 12 aprile 1672, Giselda, ritiratasi nel palazzo di Zamość, morì quarantanovenne a causa di una grave malattia. Suo figlio Michele, morì l'anno dopo per un forte attacco d'ulcera, probabilmente causato dall'enorme stress accumulato dovuto alla tremenda situazione in cui era caduta la nazione. I funerali di Giselda avvennero diverso tempo dopo dalla sua morte per mancanza si finanziamenti. I funerali furono celebrati nella cattedrale di Zamość, e fu sepolta il 10 giugno 1672 a Varsavia.